# Milli Vanilli
Milli Vanilli là một bộ đôi R&B người Đức gốc Pháp đến từ Munich. Nhóm được Frank Farian thành lập vào năm 1988 và bao gồm hai thành viên Fab Morvan và Rob Pilatus. Album đầu tay của nhóm, có tiêu đề All or Nothing ở Châu Âu và được định danh lại là Girl You Know It's True ở Hoa Kỳ, đã đạt được thành công quốc tế và mang lại cho họ giải thưởng Grammy dành cho Nghệ sĩ mới xuất sắc nhất vào ngày 21 tháng 2 năm 1990.
Milli Vanilli trở thành một trong những nhóm nhạc pop nổi tiếng nhất vào cuối những năm 1980 và đầu những năm 1990, với hàng triệu bản thu được bán ra. Tuy nhiên, thành công của họ đã trở nên tiếng xấu khi Morvan, Pilatus và người đại diện của họ, Sergio Vendero thú nhận rằng Morvan và Pilatus đã không hát trong bất kỳ bài nào được nghe trong các bản phát hành âm nhạc của họ. Bộ đôi cuối cùng đã trao trả giải Grammy cho Nghệ sĩ mới xuất sắc nhất mà họ được nhận. Nhóm đã thu âm một album trở lại vào năm 1998 có tựa đề Back and in Attack, nhưng việc phát hành album đã bị hủy sau khi Rob Pilatus qua đời ở tuổi 32.